# Coppa del Mondo di snowboard 2019
La Coppa del Mondo di snowboard 2019 è stata la venticinquesima edizione della manifestazione organizzata dalla Federazione Internazionale Sci; è iniziata l'8 settembre 2018 a Cardrona, in Nuova Zelanda, e si è conclusa il 24 marzo 2019 a Winterberg, in Germania.
Sia in campo maschile che in campo femminile sono state assegnate due Coppe del Mondo generali: una per il parallelo (che comprende le discipline slalom e gigante parallelo) e una per il freestyle (che comprende halfpipe, big air e slopestyle). sono state assegnate dodici coppe di specialità, sei maschili (slalom parallelo, gigante parallelo, snowboard cross, halfpipe, big air e slopestyle) e altrettante femminili. È stata inoltre stilata una classifica per nazioni.
Nel corso della stagione si sono disputati i Campionati mondiali di snowboard 2019, non validi ai fini della Coppa del Mondo, il cui calendario ha pertanto subito un'interruzione nel mese di febbraio.
In campo maschile il russo Andrej Sobolev si è aggiudicato la Coppa di parallelo, il cui detentore uscente era lo svizzeroco Nevin Galmarini. Lo statunitense Chris Corning si è aggiudicato la Coppa di freestyle, che già deteneva.
In campo femminile la Coppa di parallelo è  quella di freestyle sono andate rispettivamente alla ceca Ester Ledecká e alla giapponese Miyabi Onitsuka, entrambe già detenevano il Trofeo.

## Uomini

### Risultati
| Data             | Località          | Nazione       | Spec. | Primo               | Secondo             | Terzo               |
| ---------------- | ----------------- | ------------- | ----- | ------------------- | ------------------- | ------------------- |
| 8 settembre 2018 | Cardrona          | Nuova Zelanda | BA    | Chris Corning       | Takeru Otsuka       | Mons Røisland       |
| 3 novembre 2018  | Modena            | Italia        | BA    | Takeru Otsuka       | Chris Corning       | Kalle Järvilehto    |
| 24 novembre 2018 | Pechino           | Cina          | BA    | Sven Thorgren       | Takeru Otsuka       | Clemens Millauer    |
| 8 dicembre 2018  | Copper Mountain   | Stati Uniti   | HP    | Scotty James        | Toby Miller         | Chase Josey         |
| 13 dicembre 2018 | Carezza           | Italia        | PGS   | Tim Mastnak         | Benjamin Karl       | Sebastian Kislinger |
| 15 dicembre 2018 | Cortina D'Ampezzo | Italia        | PGS   | Roland Fischnaller  | Nevin Galmarini     | Benjamin Karl       |
| 15 dicembre 2018 | Montafon          | Canada        | SBX   | Gara cancellata     | Gara cancellata     | Gara cancellata     |
| 21 dicembre 2018 | Secret Garden     | Cina          | HP    | Jan Scherrer        | Ruka Hirano         | Yūto Totsuka        |
| 21 dicembre 2018 | Secret Garden     | Cina          | SBS   | Takeru Otsuka       | Niklas Mattsson     | Vlad Khadarin       |
| 21 dicembre 2018 | Cervinia          | Italia        | SBX   | Martin Nörl         | Omar Visintin       | Hanno Douschan      |
| 22 dicembre 2018 | Cervinia          | Italia        | SBX   | Emanuel Perathoner  | Jake Vedder         | Martin Nörl         |
| 8 gennaio 2019   | Bad Gastein       | Austria       | PSL   | Stefan Baumeister   | Dario Caviezel      | Benjamin Karl       |
| 12 gennaio 2019  | Kreischberg       | Austria       | SBS   | Mons Røisland       | Chris Corning       | Hiroaki Kunitake    |
| 18 gennaio 2019  | Laax              | Svizzera      | SBS   | Chris Corning       | Ståle Sandbech      | Moritz Thönen       |
| 19 gennaio 2019  | Laax              | Svizzera      | HP    | Scotty James        | Yūto Totsuka        | Jake Pates          |
| 19 gennaio 2019  | Rogla             | Slovenia      | PGS   | Edwin Coratti       | Daniele Bagozza     | Rok Marguč          |
| 26 gennaio 2019  | Mosca             | Russia        | PSL   | Andrej Sobolev      | Dario Caviezel      | Maksim Rogozin      |
| 26 gennaio 2019  | Alpe di Siusi     | Italia        | SBS   | Markus Olimstad     | Stian Kleivdal      | Lyon Farrell        |
| 9 febbraio 2019  | Feldberg          | Germania      | SBX   | Cameron Bolton      | Paul Berg           | Konstantin Schad    |
| 15 febbraio 2019 | Calgary           | Canada        | HP    | Yūto Totsuka        | Ruka Hirano         | Derek Livingston    |
| 16 febbraio 2019 | PyeongChang       | Corea del Sud | PGS   | Žan Košir           | Lukas Mathies       | Andreas Prommegger  |
| 17 febbraio 2019 | PyeongChang       | Corea del Sud | PGS   | Andreas Prommegger  | Sylvain Dufour      | Lee Sang-ho         |
| 23 febbraio 2019 | Secret Garden     | Cina          | PGS   | Tim Mastnak         | Andrej Sobolev      | Stefan Baumeister   |
| 24 febbraio 2019 | Secret Garden     | Cina          | PSL   | Daniele Bagozza     | Dmitrij Loginov     | Roland Fischnaller  |
| 2 marzo 2019     | Baqueira Beret    | Spagna        | SBX   | Alessandro Hämmerle | Adam Lambert        | Kevin Hill          |
| 9 marzo 2019     | Scuol             | Svizzera      | PGS   | Andrey Sobolev      | Dmitrij Loginov     | Dario Caviezel      |
| 9 marzo 2019     | Mammoth           | Stati Uniti   | HP    | Yūto Totsuka        | Patrick Burgener    | Derek Livingston    |
| 9 marzo 2019     | Mammoth           | Stati Uniti   | SBS   | Redmond Gerard      | Judd Henkes         | Ruki Tobita         |
| 16 marzo 2019    | Veysonnaz         | Svizzera      | SBX   | Lucas Eguibar       | Alessandro Hämmerle | Cameron Bolton      |
| 16 marzo 2019    | Québec City       | Canada        | BA    | Seppe Smits         | Kalle Järvilehto    | Jonas Bösiger       |
| 17 marzo 2019    | Québec City       | Canada        | SBS   | Gara cancellata     | Gara cancellata     | Gara cancellata     |
| 22 marzo 2019    | Oslo              | Norvegia      | BA    | Gara cancellata     | Gara cancellata     | Gara cancellata     |
| 23 marzo 2019    | Winterberg        | Germania      | PSL   | Lukas Mathies       | Stefan Baumeister   | Žan Košir           |

Legenda:

PGS = Slalom gigante parallelo

PSL = Slalom parallelo

SBX = Snowboard cross

SBS = Slopestyle

HP = Halfpipe

BA = Big air

### Classifiche

#### Generale parallelo
| Pos. | Nome               | Nazione  | Punti  |
| ---- | ------------------ | -------- | ------ |
| 1    | Andrej Sobolev     | Russia   | 4625   |
| 2    | Tim Mastnak        | Slovenia | 4116   |
| 5    | Roland Fischnaller | Italia   | 3989,4 |
| 4    | Dmitrij Loginov    | Russia   | 3812,2 |
| 5    | Lukas Mathies      | Austria  | 3600   |
| 6    | Andreas Prommegger | Austria  | 3556   |
| 7    | Stefan Baumeister  | Germania | 3554   |
| 8    | Aaron March        | Italia   | 3229,4 |
| 9    | Benjamin Karl      | Austria  | 3180   |
| 10   | Žan Košir          | Slovenia | 3086   |

#### Generale freestyle

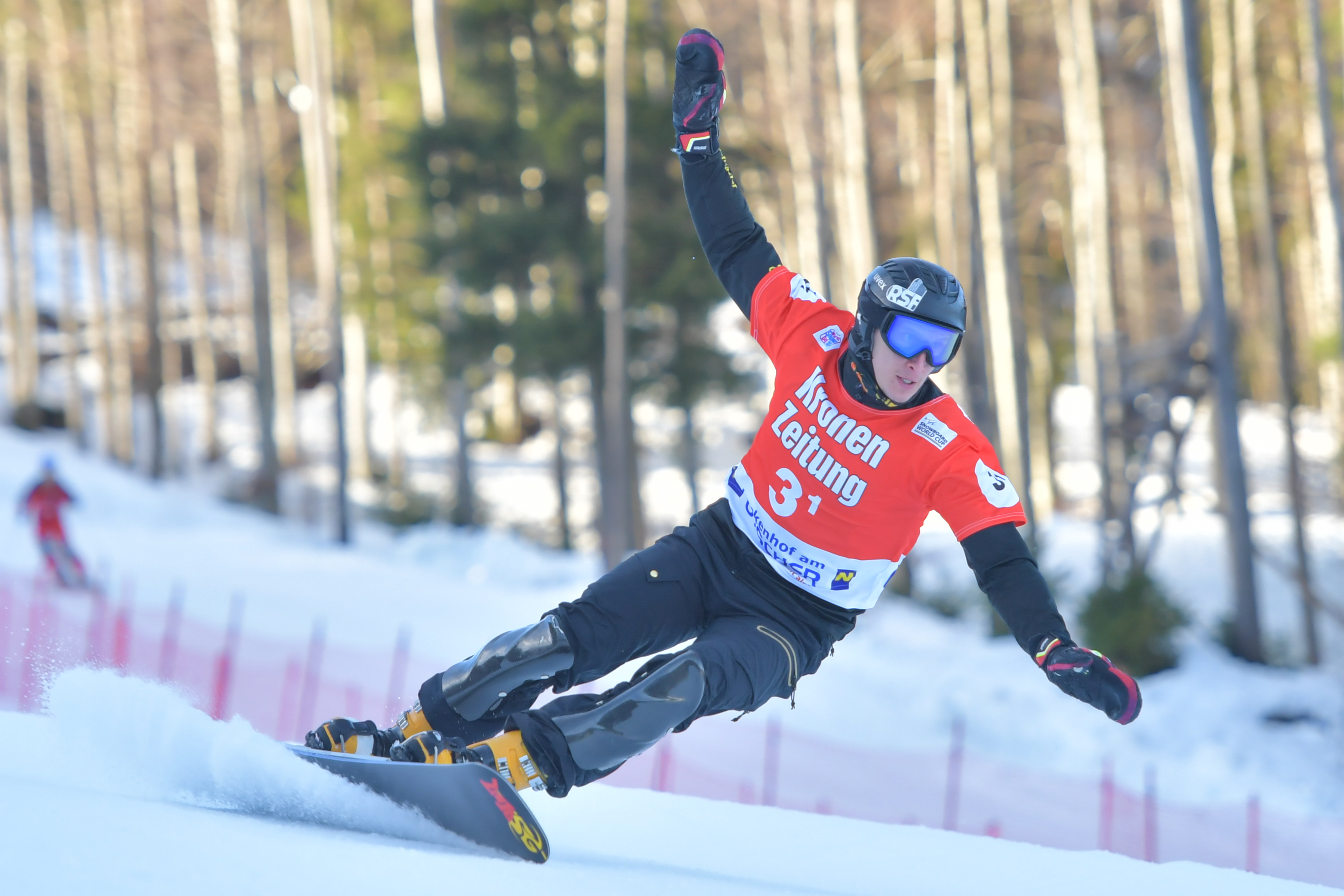
Andrej Sobolev

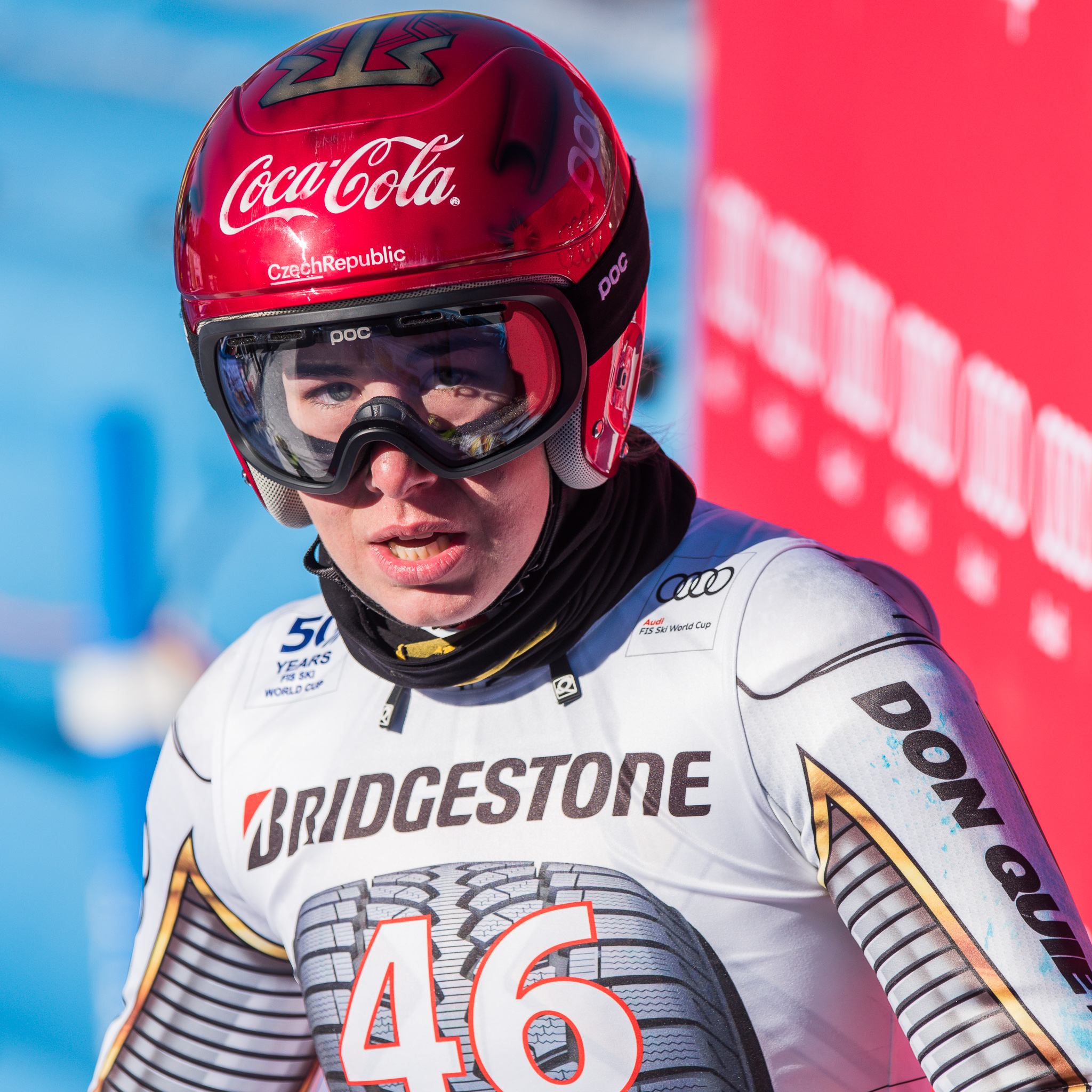
Ester Ledecká nel 2017

| Pos. | Nome                | Nazione     | Punti |
| ---- | ------------------- | ----------- | ----- |
| 1    | Chris Corning       | Stati Uniti | 4340  |
| 2    | Takeru Otsuka       | Giappone    | 4100  |
| 3    | Yūto Totsuka        | Giappone    | 3760  |
| 4    | Ruka Hirano         | Giappone    | 2410  |
| 5    | Ruki Tobita         | Giappone    | 2330  |
| 6    | Jan Scherrer        | Svizzera    | 2240  |
| 7    | Niek van der Velden | Paesi Bassi | 2210  |
| 8    | Lyon Farrell        | Stati Uniti | 2170  |
| 9    | Ryan Stassel        | Stati Uniti | 2040  |
| 10   | Patrick Burgener    | Svizzera    | 2020  |

#### Slalom parallelo
| Pos. | Nome              | Nazione  | Punti |
| ---- | ----------------- | -------- | ----- |
| 1    | Stefan Baumeister | Germania | 2020  |
| 2    | Andrej Sobolev    | Russia   | 1990  |
| 3    | Dario Caviezel    | Svizzera | 1870  |
| 4    | Lukas Mathies     | Italia   | 1650  |
| 5    | Dmitrij Loginov   | Russia   | 1600  |

#### Gigante parallelo
| Pos. | Nome               | Nazione  | Punti  |
| ---- | ------------------ | -------- | ------ |
| 1    | Tim Mastnak        | Slovenia | 3336   |
| 2    | Andreas Prommegger | Austria  | 3070   |
| 3    | Roland Fischnaller | Italia   | 2709,4 |
| 4    | Andrej Sobolev     | Russia   | 2635   |
| 5    | Edwin Coratti      | Italia   | 2350   |

#### Snowboard cross
| Pos. | Nome                | Nazione   | Punti |
| ---- | ------------------- | --------- | ----- |
| 1    | Alessandro Hämmerle | Austria   | 2440  |
| 2    | Omar Visintin       | Italia    | 2035  |
| 3    | Martin Nörl         | Germania  | 1970  |
| 4    | Lucas Eguibar       | Spagna    | 1840  |
| 5    | Cameron Bolton      | Australia | 1822  |

#### Halfpipe
| Pos. | Nome             | Nazione     | Punti |
| ---- | ---------------- | ----------- | ----- |
| 1    | Yūto Totsuka     | Giappone    | 3760  |
| 2    | Ruka Hirano      | Giappone    | 2410  |
| 3    | Jan Scherrer     | Svizzera    | 2240  |
| 4    | Patrick Burgener | Stati Uniti | 2020  |
| 5    | Scotty James     | Stati Uniti | 2000  |

#### Big air
| Pos. | Nome             | Nazione   | Punti |
| ---- | ---------------- | --------- | ----- |
| 1    | Takeru Otsuka    | Giappone  | 2600  |
| 2    | Chris Corning    | Giappone  | 2090  |
| 3    | Kalle Järvilehto | Finlandia | 1400  |
| 4    | Clemens Millauer | Austria   | 1340  |
| 5    | Ruki Tobita      | Norvegia  | 1045  |

#### Slopestyle
| Pos. | Nome          | Nazione     | Punti |
| ---- | ------------- | ----------- | ----- |
| 1    | Chris Corning | Stati Uniti | 2250  |
| 2    | Judd Henkes   | Stati Uniti | 1700  |
| 3    | Lyon Farrell  | Stati Uniti | 1627  |
| 4    | Ryan Stassel  | Stati Uniti | 1590  |
| 5    | Takeru Otsuka | Giappone    | 1500  |

## Donne

### Risultati
| Data             | Località          | Nazione       | Spec. | Primo                      | Secondo            | Terzo                      |
| ---------------- | ----------------- | ------------- | ----- | -------------------------- | ------------------ | -------------------------- |
| 8 settembre 2018 | Cardrona          | Nuova Zelanda | BA    | Reira Iwabuchi             | Miyabi Onitsuka    | Klaudia Medlová            |
| 3 novembre 2018  | Modena            | Italia        | BA    | Reira Iwabuchi             | Miyabi Onitsuka    | Anna Gasser                |
| 24 novembre 2018 | Pechino           | Cina          | BA    | Anna Gasser                | Miyabi Onitsuka    | Laurie Blouin              |
| 8 dicembre 2018  | Copper Mountain   | Stati Uniti   | HP    | Chloe Kim                  | Maddie Mastro      | Cai Xuetong                |
| 13 dicembre 2018 | Carezza           | Italia        | PGS   | Nadya Ochner               | Ester Ledecká      | Ramona Theresia Hofmeister |
| 15 dicembre 2018 | Cortina D'Ampezzo | Italia        | PGS   | Ester Ledecká              | Julie Zogg         | Sabine Schöffmann          |
| 15 dicembre 2018 | Montafon          | Canada        | SBX   | Gara cancellata            | Gara cancellata    | Gara cancellata            |
| 21 dicembre 2018 | Secret Garden     | Cina          | HP    | Cai Xuetong                | Verena Rohrer      | Kurumi Imai                |
| 21 dicembre 2018 | Secret Garden     | Cina          | SBS   | Miyabi Onitsuka            | Reira Iwabuchi     | Lucile Lefevre             |
| 21 dicembre 2018 | Cervinia          | Italia        | SBX   | Lindsey Jacobellis         | Eva Samková        | Charlotte Bankes           |
| 22 dicembre 2018 | Cervinia          | Italia        | SBX   | Eva Samková                | Lindsey Jacobellis | Michela Moioli             |
| 8 gennaio 2019   | Bad Gastein       | Austria       | PSL   | Claudia Riegler            | Aleksandra Król    | Sabine Schöffmann          |
| 12 gennaio 2019  | Kreischberg       | Austria       | SBS   | Miyabi Onitsuka            | Anna Gasser        | Silje Norendal             |
| 18 gennaio 2019  | Laax              | Svizzera      | SBS   | Silje Norendal             | Celia Petrig       | Sina Candrian              |
| 19 gennaio 2019  | Laax              | Svizzera      | HP    | Chloe Kim                  | Queralt Castellet  | Arielle Gold               |
| 19 gennaio 2019  | Rogla             | Slovenia      | PGS   | Selina Jörg                | Natal'ja Soboleva  | Cheyenne Loch              |
| 26 gennaio 2019  | Mosca             | Russia        | PSL   | Julie Zogg                 | Sabine Schöffmann  | Anastas'ja Kuročkina       |
| 26 gennaio 2019  | Alpe di Siusi     | Italia        | SBS   | Isabel Derungs             | Brooke Voigt       | Jasmine Baird              |
| 9 febbraio 2019  | Feldberg          | Germania      | SBX   | Lindsey Jacobellis         | Michela Moioli     | Eva Samková                |
| 15 febbraio 2019 | Calgary           | Canada        | HP    | Queralt Castellet          | Cai Xuetong        | Sena Tomita                |
| 16 febbraio 2019 | PyeongChang       | Corea del Sud | PGS   | Ester Ledecká              | Selina Jörg        | Sabine Schöffmann          |
| 17 febbraio 2019 | PyeongChang       | Corea del Sud | PGS   | Ramona Theresia Hofmeister | Sabine Schöffmann  | Ester Ledecká              |
| 23 febbraio 2019 | Secret Garden     | Cina          | PGS   | Ramona Theresia Hofmeister | Ester Ledecká      | Selina Jörg                |
| 24 febbraio 2019 | Secret Garden     | Cina          | PSL   | Gong Naiying               | Julie Zogg         | Selina Jörg                |
| 2 marzo 2019     | Baqueira Beret    | Spagna        | SBX   | Eva Samková                | Chloé Trespeuch    | Lindsey Jacobellis         |
| 9 marzo 2019     | Scuol             | Svizzera      | PGS   | Milena Bykova              | Ester Ledecká      | Cheyenne Loch              |
| 9 marzo 2019     | Mammoth           | Stati Uniti   | HP    | Cai Xuetong                | Sena Tomita        | Verena Rohrer              |
| 9 marzo 2019     | Mammoth           | Stati Uniti   | SBS   | Gara cancellata            | Gara cancellata    | Gara cancellata            |
| 16 marzo 2019    | Veysonnaz         | Svizzera      | SBX   | Eva Samková                | Chloé Trespeuch    | Michela Moioli             |
| 16 marzo 2019    | Québec City       | Canada        | BA    | Julia Marino               | Laurie Blouin      | Klaudia Medlová            |
| 17 marzo 2019    | Québec City       | Canada        | SBS   | Gara cancellata            | Gara cancellata    | Gara cancellata            |
| 22 marzo 2019    | Oslo              | Norvegia      | BA    | Gara cancellata            | Gara cancellata    | Gara cancellata            |
| 23 marzo 2019    | Winterberg        | Germania      | PSL   | Patrizia Kummer            | Selina Jörg        | Ladina Jenny               |

Legenda:

PGS = Slalom gigante parallelo

PSL = Slalom parallelo

SBX = Snowboard cross

SBS = Slopestyle

HP = Halfpipe

BA = Big air

### Classifiche

#### Generale parallelo
| Pos. | Nome                       | Nazione   | Punti  |
| ---- | -------------------------- | --------- | ------ |
| 1    | Ester Ledecká              | Rep. Ceca | 5900   |
| 2    | Selina Jörg                | Germania  | 5619,7 |
| 3    | Sabine Schöffmann          | Austria   | 5250   |
| 4    | Julie Zogg                 | Svizzera  | 4770   |
| 5    | Nadya Ochner               | Italia    | 4080   |
| 6    | Ramona Theresia Hofmeister | Germania  | 4048,2 |
| 7    | Cheyenne Loch              | Germania  | 3790   |
| 8    | Natal'ja Soboleva          | Russia    | 3474   |
| 9    | Patrizia Kummer            | Svizzera  | 3400   |
| 10   | Milena Bykova              | Russia    | 3240   |

#### Generale freestyle
| Pos. | Nome              | Nazione     | Punti |
| ---- | ----------------- | ----------- | ----- |
| 1    | Miyabi Onitsuka   | Giappone    | 4400  |
| 2    | Reira Iwabuchi    | Giappone    | 4100  |
| 3    | Xuetong Cai       | Cina        | 3900  |
| 4    | Anna Gasser       | Austria     | 2640  |
| 5    | Queralt Castellet | Spagna      | 2520  |
| 6    | Verena Rohrer     | Svizzera    | 2410  |
| 7    | Sina Candrian     | Svizzera    | 2110  |
| 8    | Silje Norendal    | Norvegia    | 2050  |
| 9    | Chloe Kim         | Stati Uniti | 2000  |
| 10   | Kurumi Imai       | Giappone    | 1960  |

#### Slalom parallelo
| Pos. | Nome              | Nazione  | Punti |
| ---- | ----------------- | -------- | ----- |
| 1    | Julie Zogg        | Svizzera | 2220  |
| 2    | Selina Jörg       | Germania | 2200  |
| 3    | Patrizia Kummer   | Svizzera | 2180  |
| 4    | Sabine Schöffmann | Austria  | 2060  |
| 5    | Claudia Riegler   | Austria  | 1476  |

#### Gigante parallelo
| Pos. | Nome                       | Nazione   | Punti  |
| ---- | -------------------------- | --------- | ------ |
| 1    | Ester Ledecká              | Rep. Ceca | 5000   |
| 2    | Selina Jörg                | Germania  | 3419,7 |
| 3    | Ramona Theresia Hofmeister | Germania  | 3258,2 |
| 4    | Nadya Ochner               | Italia    | 3230   |
| 5    | Sabine Schöffmann          | Austria   | 3190   |

#### Snowboard cross
| Pos. | Nome               | Nazione     | Punti |
| ---- | ------------------ | ----------- | ----- |
| 1    | Eva Samková        | Rep. Ceca   | 4400  |
| 2    | Lindsey Jacobellis | Stati Uniti | 3850  |
| 3    | Michela Moioli     | Italia      | 2650  |
| 4    | Charlotte Bankes   | Regno Unito | 2350  |
| 5    | Chloé Trespeuch    | Francia     | 2100  |

#### Halfpipe
| Pos. | Nome              | Nazione     | Punti |
| ---- | ----------------- | ----------- | ----- |
| 1    | Cai Xuetong       | Cina        | 3900  |
| 2    | Queralt Castellet | Spagna      | 2520  |
| 3    | Verena Rohrer     | Svizzera    | 2410  |
| 4    | Chloe Kim         | Stati Uniti | 2000  |
| 4    | Kurumi Imai       | Stati Uniti | 1960  |

#### Big air
| Pos. | Nome            | Nazione    | Punti |
| ---- | --------------- | ---------- | ----- |
| 1    | Reira Iwabuchi  | Giappone   | 2400  |
| 2    | Miyabi Onitsuka | Giappone   | 2400  |
| 3    | Klaudia Medlová | Slovacchia | 1800  |
| 4    | Anna Gasser     | Austria    | 1600  |
| 5    | Laurie Blouin   | Canada     | 1480  |

#### Slopestyle
| Pos. | Nome            | Nazione  | Punti |
| ---- | --------------- | -------- | ----- |
| 1    | Miyabi Onitsuka | Giappone | 2000  |
| 2    | Reira Iwabuchi  | Giappone | 1700  |
| 2    | Isabel Derungs  | Giappone | 1680  |
| 2    | Silje Norendal  | Norvegia | 1600  |
| 2    | Sina Candrian   | Svizzera | 1600  |

## A squadre

### Risultati
| Data            | Località    | Nazione | Spec.   | Primo                                  | Secondo                                   | Terzo                                     |
| --------------- | ----------- | ------- | ------- | -------------------------------------- | ----------------------------------------- | ----------------------------------------- |
| 9 gennaio 2019  | Bad Gastein | Austria | PSL M/F | Austria I Daniela Ulbing Benjamin Karl | Italia I Nadya Ochner Aaron March         | Svizzera I Patrizia Kummer Dario Caviezel |
| 27 gennaio 2019 | Mosca       | Russia  | PSL M/F | Austria I Daniela Ulbing Benjamin Karl | Russia I Natal'ja Soboleva Andrej Sobolev | Svizzera III Julie Zogg Dario Caviezel    |
| 6 gennaio 2018  | Lackenhof   | Austria | PSL M/F | Austria I Daniela Ulbing Benjamin Karl | Svizzera I Patrizia Kummer Dario Caviezel | Germania I Selina Jörg Stefan Baumeister  |

Legenda:

PSL M/F = Slalom parallelo misto

### Classifiche

#### Parallelo misto
| Pos. | Nazione    | Punti |
| ---- | ---------- | ----- |
| 1    | Austria I  | 3000  |
| 2    | Italia I   | 1590  |
| 3    | Russia I   | 1510  |
| 4    | Svizzera I | 1400  |
| 5    | Slovenia I | 1140  |

## Coppa delle Nazioni
| Pos. | Nazione     | Punti    |
| ---- | ----------- | -------- |
| 1    | Svizzera    | 39.134,4 |
| 2    | Giappone    | 31.210,3 |
| 3    | Austria     | 31.073,5 |
| 4    | Stati Uniti | 29.687,2 |
| 5    | Italia      | 28.143   |